# Нугавн
Нугавн або Нюхавн (дан. Nyhavn — «Нова Гавань») — один з найвідоміших та найекзотичніших районів Копенгагена. Протягом віків він служив місцем проживання моряків, які поверталися з далеких морських мандрівок, походів. Тут було багато таверен, в яких гуляли моряки. Це було місцем, де також проживали торгівці та лихварі.
Зараз Нюхавн — улюблене місце художників, письменників, туристів. Тут же проходить канал, впродовж якого тягнуться фасади старих будівель (в одному з них жив Андерсен, де написав казки про «Голого короля» та «Гидке каченя»).
Стіни каналу одночасно є й причалом. Тут швартуються парусно-моторні шхуни рибалок зі старовинними назвами, наприклад, «Останній шерех», «Летючий голандець».

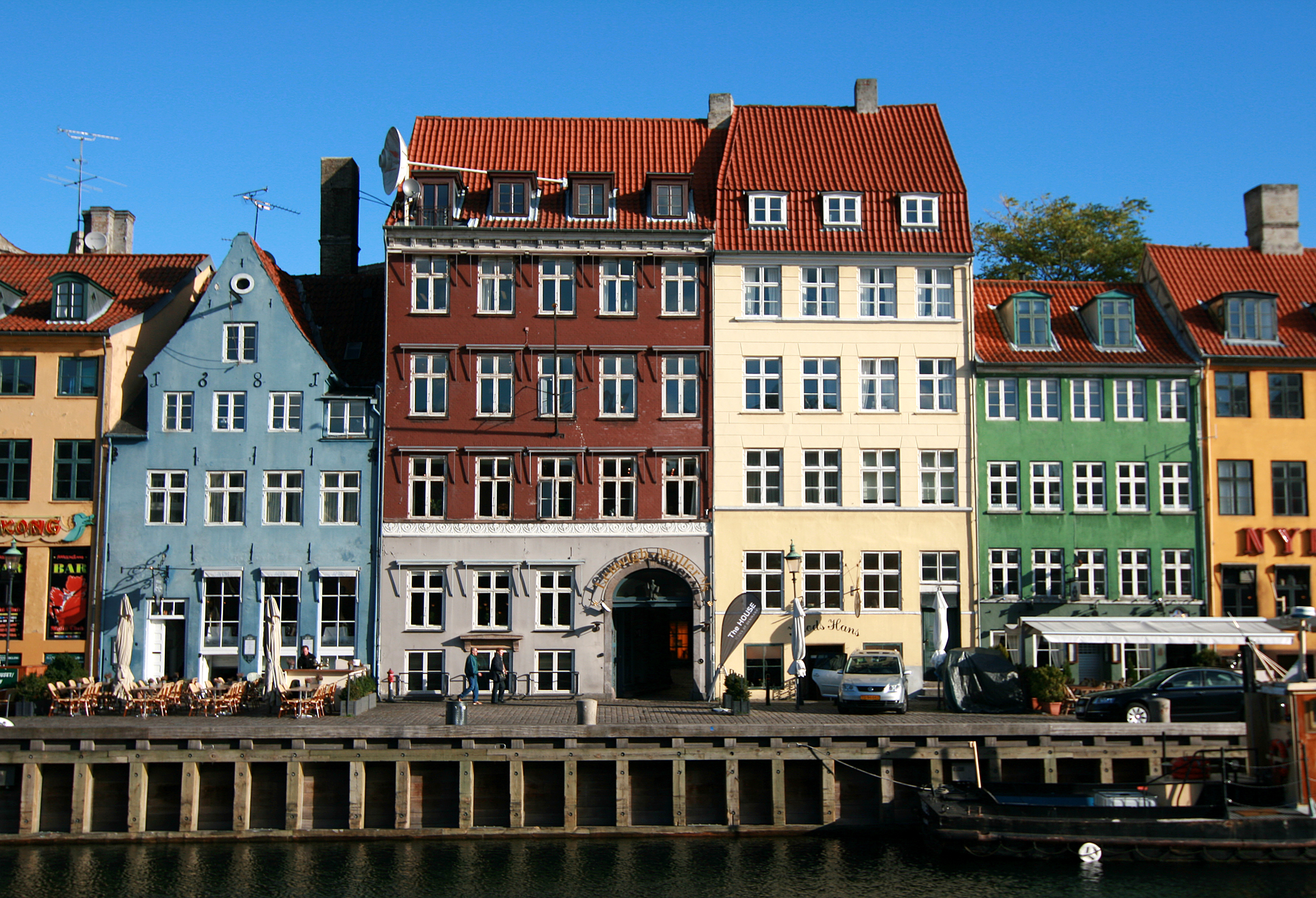
Нюхавн 9-15
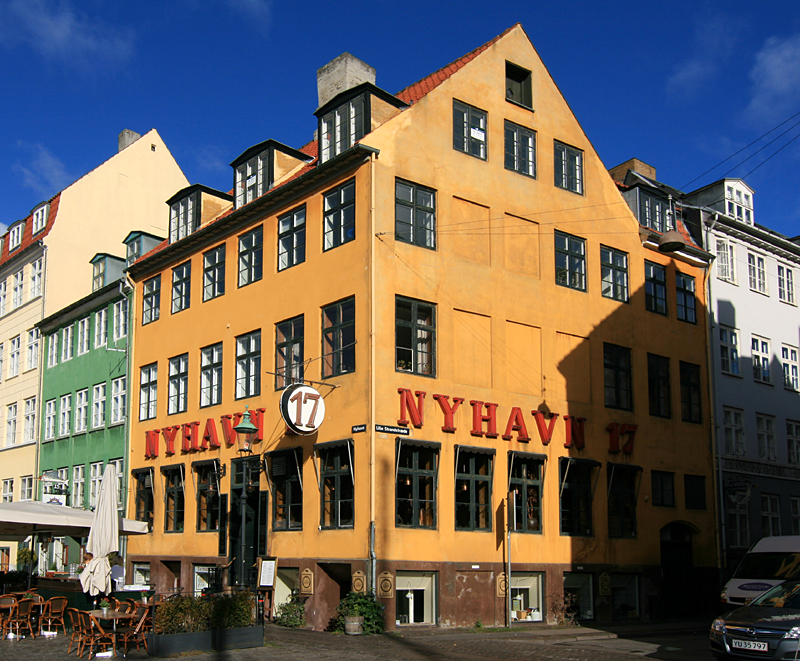
Нюхавн 17
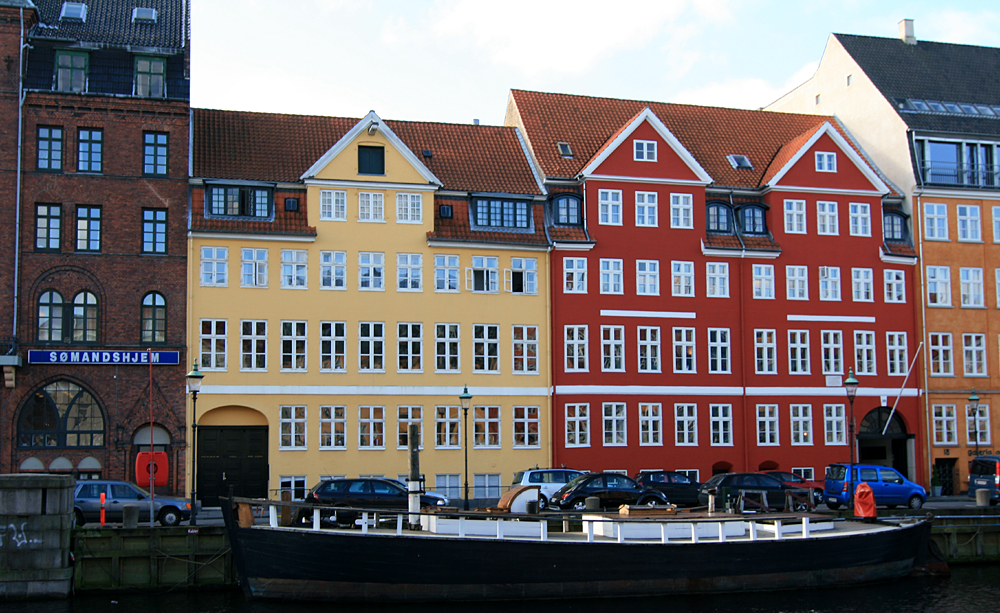
Нюхавн 20-22
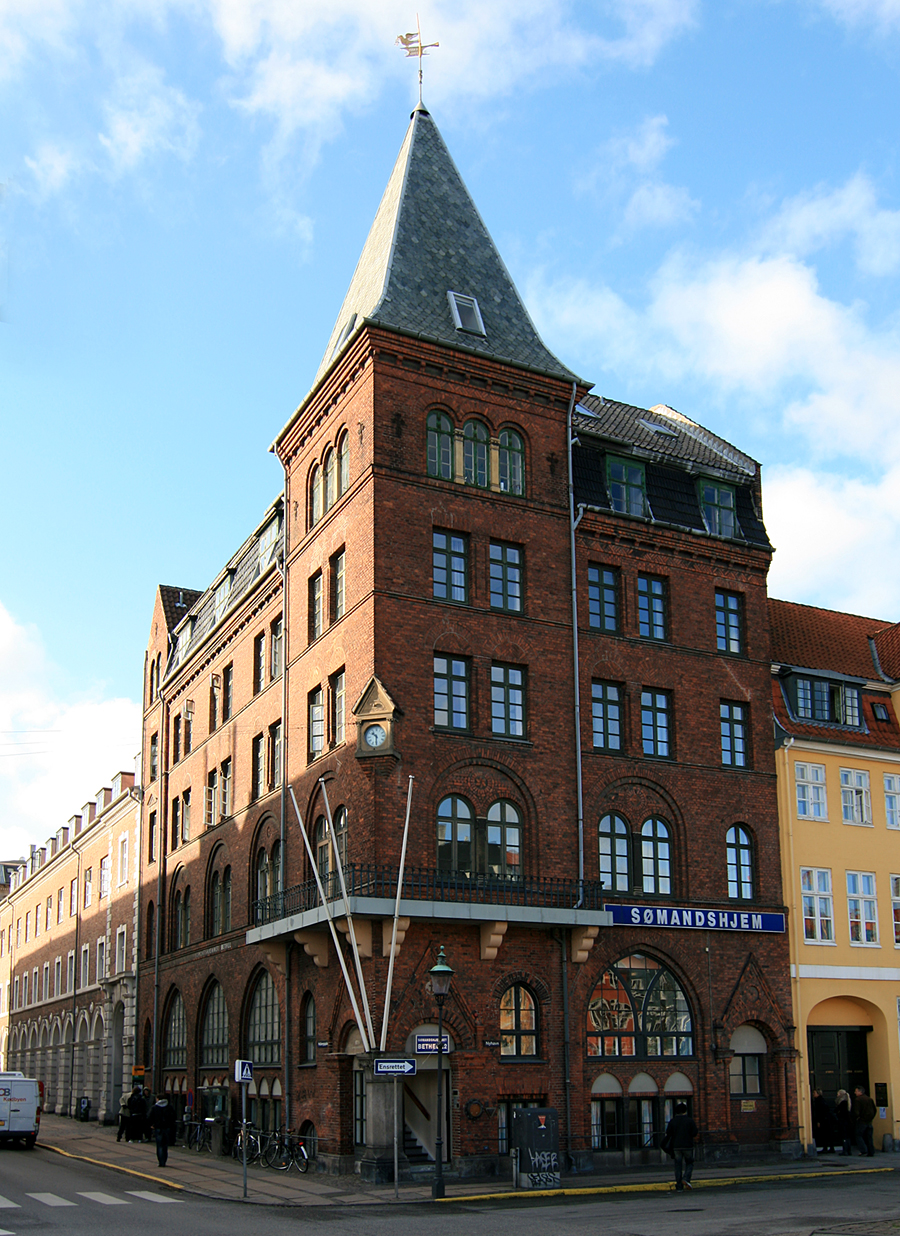
Нюхавн 22
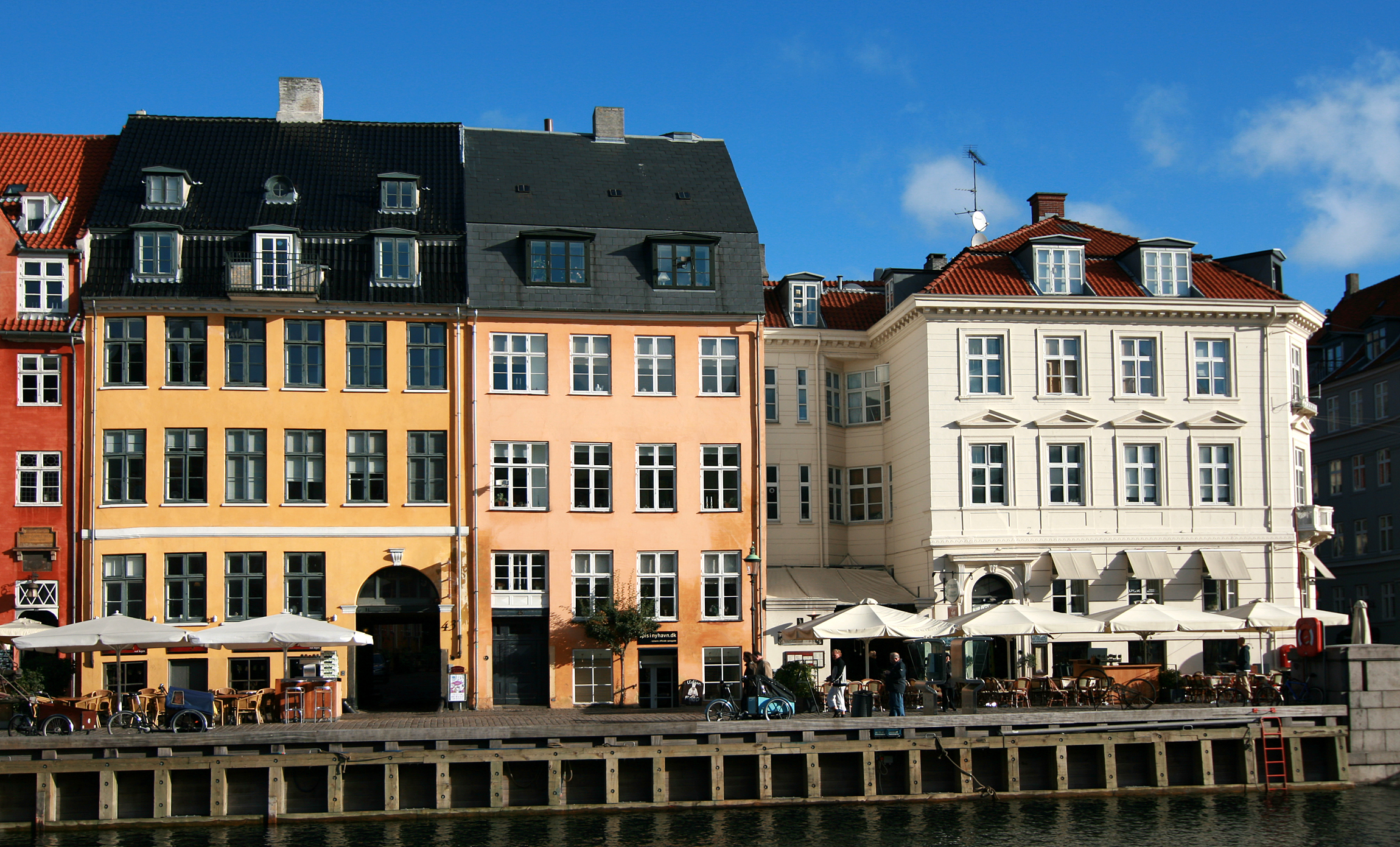
Нюхавн 43-47
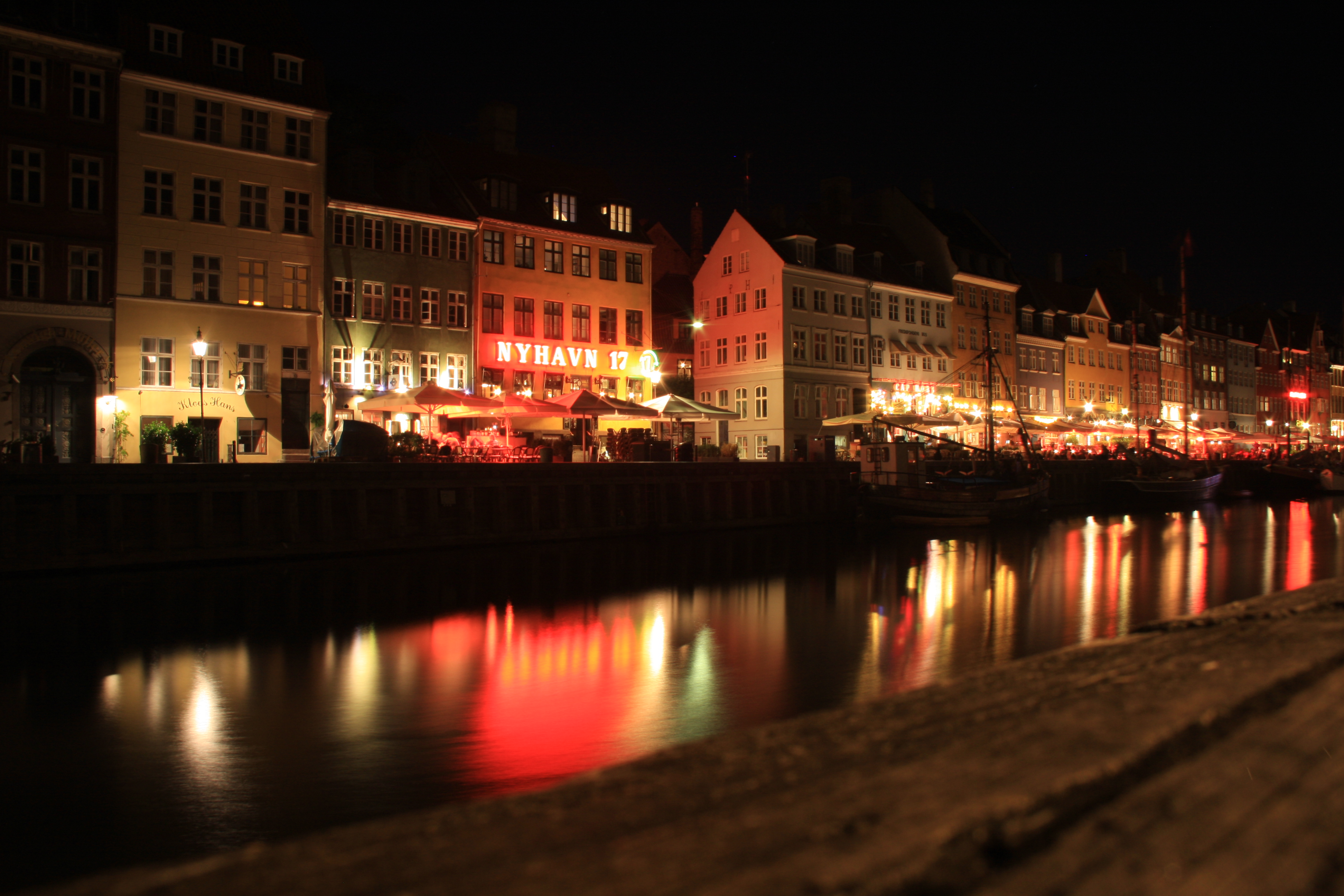
Нічний Нюхавн
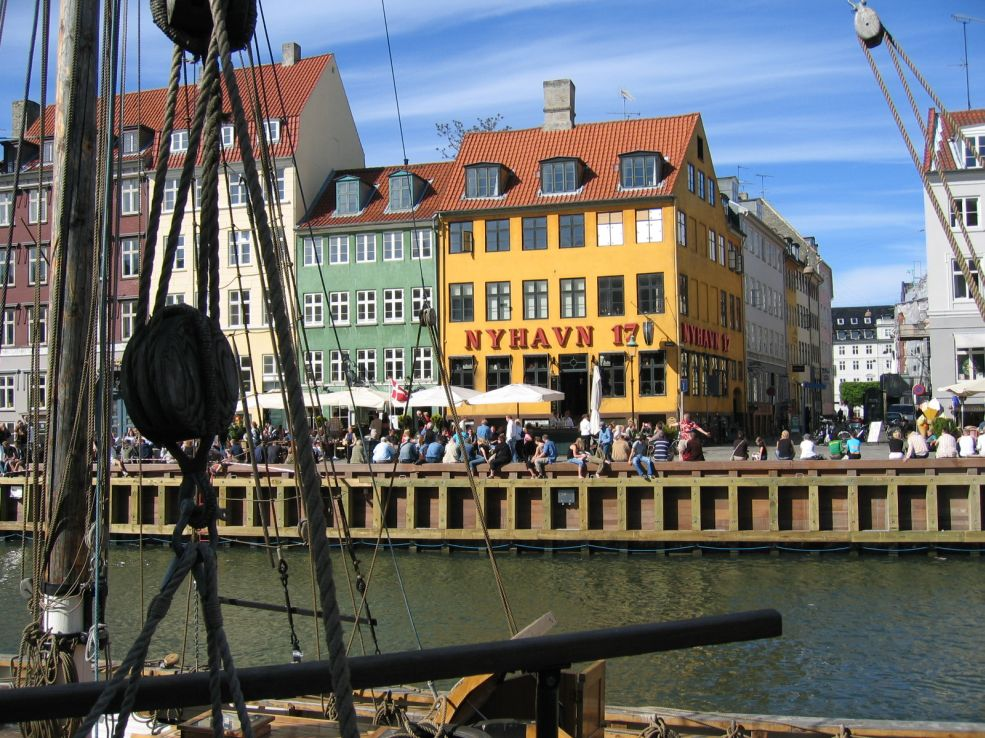
Нюхавн